# 岸嶽駅
岸嶽駅（きしたけえき）は、かつて佐賀県東松浦郡北波多村（現・唐津市）にあった日本国有鉄道唐津線（岸嶽支線）の駅である。
明治後期から昭和前期にかけて炭鉱で栄えた北波多村の中心駅であったが、炭鉱の閉山による人口減少を受け、1971年（昭和46年）に岸嶽支線が赤字83線の取り組みにより廃止されたのに伴い、廃駅となった。

## 概要
1922年（大正11年）に制定された改正鉄道敷設法別表には「112. 佐賀縣岸嶽ヨリ伊萬里ニ至ル鐡道」として当駅より伊万里駅に至る路線が記載されている。これは実際には起点を山本駅に変更の上、筑肥線として実現することになった。

## 歴史
- 1912年（明治45年）1月17日：貨物駅として開業[1]。
- 1913年（大正2年）9月21日：旅客営業を開始[2]。
- 1968年（昭和43年）3月10日：貨物取扱廃止[1]。
- 1971年（昭和46年）8月20日：岸嶽支線の廃止に伴い、廃駅となる[1]。

## 駅構造
廃止時点で木造駅舎と1面1線のホームを持つ有人駅で、他に数本の貨物側線と線路の終端部に小さな貨物用ホームがあった。また、駅舎の屋根はオレンジ色であった。

## 隣の駅
日本国有鉄道
唐津線（岸嶽支線）
牟田部駅 - 岸嶽駅